# Lämmertwiete

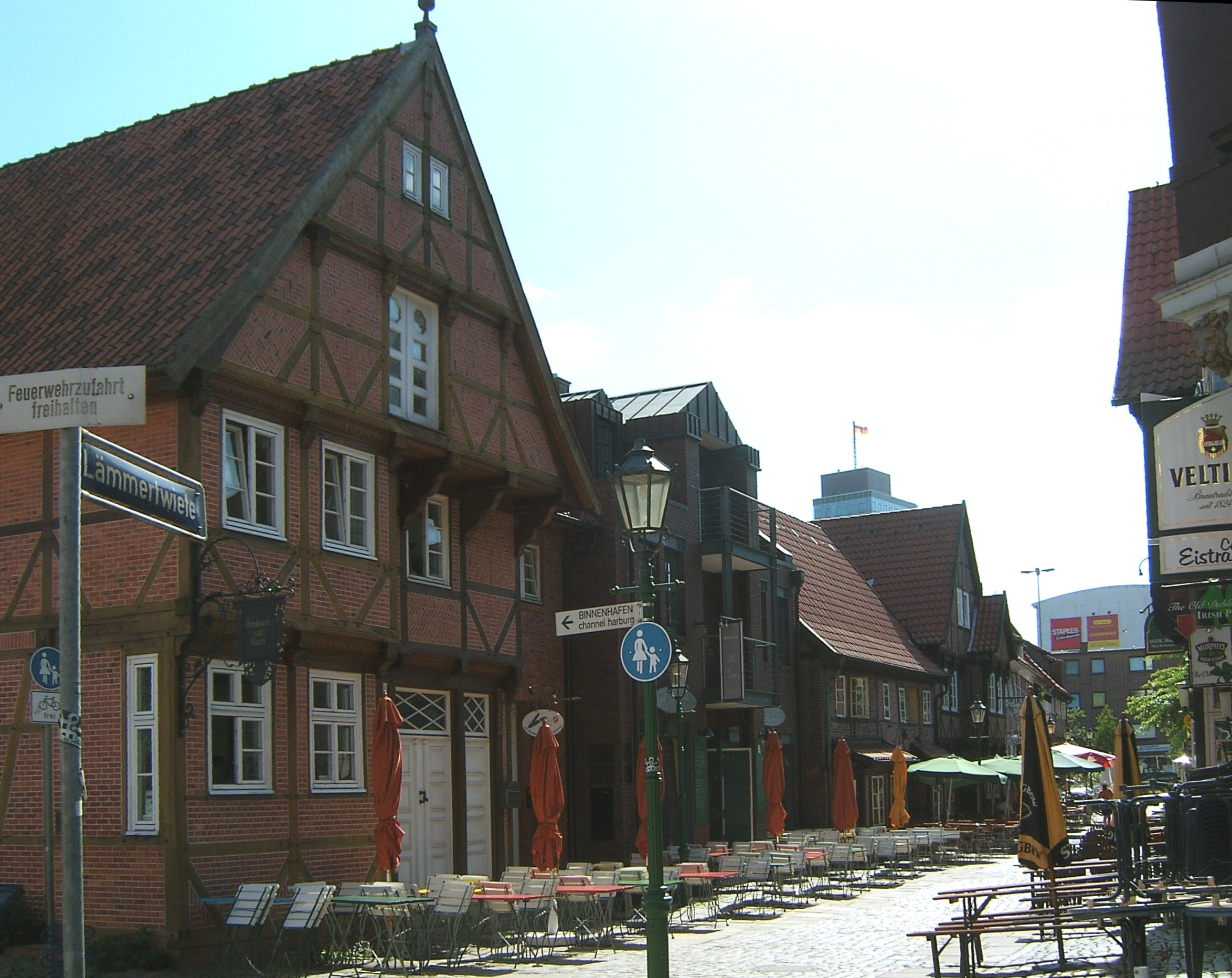
Die Lämmertwiete

Die Lämmertwiete ist eine Straße in der Altstadt von Hamburg-Harburg. In der mit Kopfsteinen gepflasterten Fußgängerzone haben sich zahlreiche Gastronomiebetriebe angesiedelt.

## Lage

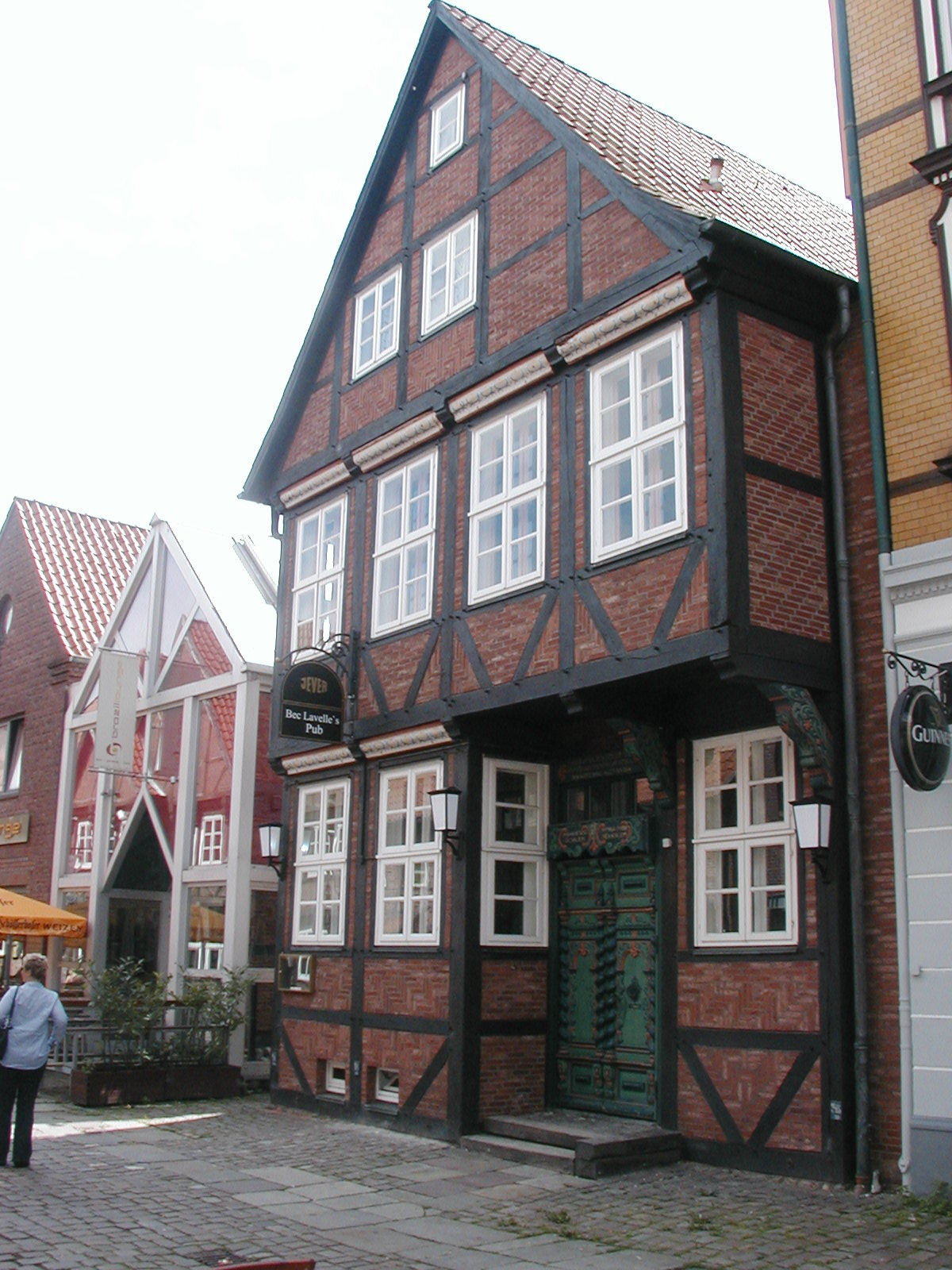
Fachwerkhaus an der Lämmertwiete 9

Die Lämmertwiete ist 100 Meter lang und verläuft parallel zur Bundesstraße 73. Im Westen wird sie durch die Neue Straße, im Osten durch den Schloßmühlendamm begrenzt.

## Randbebauung  und Geschichte

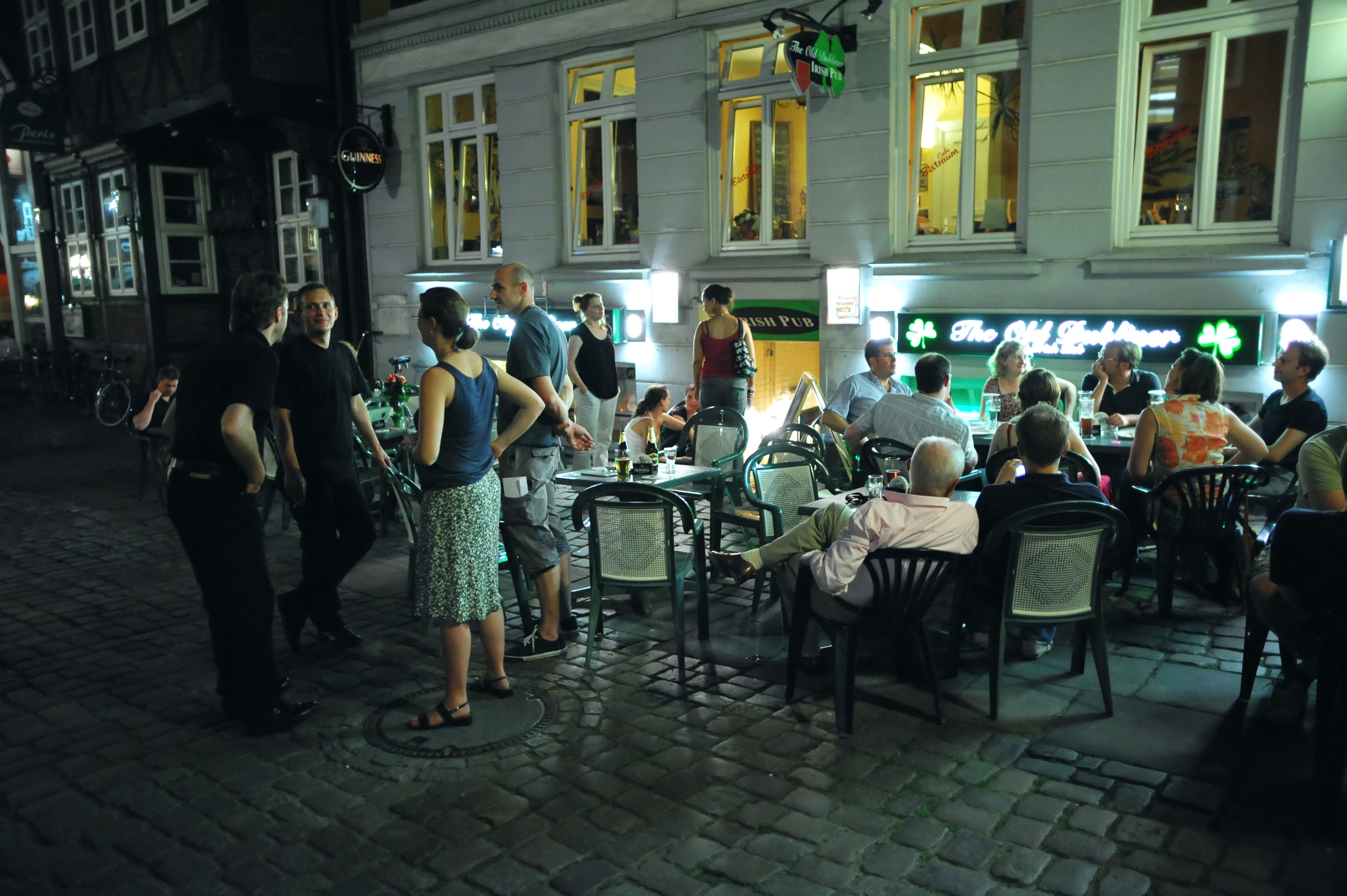
In der Lämmertwiete 2009

Die Straße selbst wurde um 1650 angelegt. Bei den in den Folgejahren errichteten Gebäuden entlang der Lämmertwiete handelt es sich um die letzten, nahezu geschlossen erhalten gebliebenen Fachwerkhäuser in Harburg. Die einfachen, traufständigen Bauwerke wurden typischerweise für unterbürgerliche Schichten errichtet. Das älteste Gebäude bei Hausnummer zehn wurde um 1536 erbaut und 1622 aufgestockt. Die Häuser Nummer zwei und vier entstanden 1716, das Haus Nummer sechs 1719. Es handelt sich hierbei zumeist um Reproduktionen. Das Mayrsche Haus bei Hausnummer 14 stammt ebenfalls aus dem 17. Jahrhundert. Es hatte zuvor am Kleinen Schippsee gestanden.
Das 1683 erbaute Giebelhaus Nummer neun ist die ehemalige Ratsapotheke. Haus Nummer zwölf ersetzte ein 1967 abgerissenes, ursprünglich im 17. Jahrhundert gebautes Haus. Haus Nummer 47, erbaut in der Mitte des 17. Jahrhunderts, hat einen vorkragenden Fachwerkgiebel mit Buntmauerwerk und eine zweigeschossige Utlucht mit Giebel. Dieses Haus ist das repräsentativste erhalten gebliebene Bauwerk der Gebäudegruppe.
1975 beschlossen das Harburger Bezirksamt, das Amt für Denkmalschutz, der Verein zur Förderung der Harburger Altstadt gemeinsam mit den Grundeigentümern, die Straße zu einer Fußgängerzone umzugestalten. Bei den folgenden Bauarbeiten blieben von den ursprünglich zwölf Gebäuden vier mehr oder weniger erhalten. Vier Häuser wurden originalgetreu nachgebaut, die übrige Originalsubstanz ging verloren. Heute wird ein Großteil der Gebäude insbesondere für gastronomische Zwecke genutzt.